# Julia Mancuso
Julia Mancuso, född 9 mars 1984 i Reno i USA, är en amerikansk alpin skidåkare. Av lagkamrater har hon smeknamnet "Super-Jules". Mancuso gjorde sin världscupdebut vid 15 års ålder på Copper Mountain, Colorado, den 20 november 1999. Hon upptäcktes av Patrick Rooney. Mancuso fick sina första världscuppoäng (topp 30) under säsongen 2001. När Mancuso ofta kämpade i världscuptävlingar under de kommande säsongerna, hade hon exceptionella framgångar vid junior-VM och vann åtta medaljer, inklusive fem guldmedaljer 2002, 2003 och 2004. Hon valdes till vinter-OS 2002 vid 17 års ålder, då hon slutade på plats 13 i den kombinerade tävlingen.
Mancusos största merit är ett OS-guld i storslalom vid de olympiska vinterspelen 2006 i Turin.

## Meriter
- 2005 VM-brons i storslalom och super-G
- 2006 OS-guld i storslalom
- 2007 VM-silver i kombination
- 2010 OS-silver i störtlopp
- 2010 OS-silver i kombination
- 2011 VM-silver i super-G
- 2013 VM-brons i super-G
- 2014 OS-brons i superkombination

### Världscupsegrar
| Datum            | Plats                  | Disciplin       |
| ---------------- | ---------------------- | --------------- |
| 19 december 2006 | Val-d'Isère            | Störtlopp       |
| 14 januari 2007  | Altenmarkt-Zauchensee  | Kombination     |
| 19 januari 2007  | Cortina d'Ampezzo      | Super-G         |
| 3 mars 2007      | Tarvisio               | Störtlopp       |
| 16 mars 2011     | Lenzerheide            | Störtlopp       |
| 5 februari 2012  | Garmisch-Partenkirchen | Super-G         |
| 21 februari 2012 | Moskva                 | Parallellslalom |